# Barragem do Divor
A Barragem do Divor está implantada sobre o rio Divor situando-se na freguesia de Igrejinha, município de Arraiolos, no distrito de Évora.
Entre 1974 e 1986 identificaram-se 13 casos de bloom, dos quais 6 levaram a uma importante mortalidade de peixes.